# میکل گازستانیاگا
میکل گازستانیاگا (اسپانیایی: Mikel Gaztañaga‎؛ زادهٔ ۳۰ دسامبر ۱۹۷۹) دوچرخه‌سوار اهل اسپانیا است.